# Big Eight Conference (pallavolo)
La Big Eight Conference fu una conference di pallavolo femminile affiliata alla NCAA Division I, la squadra vincitrice accedeva di diritto al torneo NCAA.

## Storia
La Big Eight Conference inizia a sponsorizzare la pallavolo femminile nel 1976, ma diventa una sponsorizzazione completa, con stagione regolare e torneo di conference, solo nel 1982. Le attività della conference si concludono nel 1995, dopo che le otto università fondatrici raggiungono un accordo con quattro università texane provenienti dalla Southwest Conference, dando vita alla Big 12 Conference. Il programma più titolato alla dissoluzione della conference è la Nebraska, con diciassette affermazioni.

## Ex membri

| College        | Ingresso | Uscita |
| -------------- | -------- | ------ |
| Oklahoma State | 1976     | 1980   |
| Iowa State     | 1976     | 1995   |
| Kansas         | 1976     | 1995   |
| Kansas State   | 1976     | 1995   |
| Missouri       | 1976     | 1995   |
| Nebraska       | 1976     | 1995   |
| Oklahoma       | 1976     | 1995   |
| Colorado       | 1986     | 1995   |

## Albo d'oro
| Anno          | Podio    | Podio      | Podio               |
| Campione      | Seconda  | Terza      |                     |
| ------------- | -------- | ---------- | ------------------- |
| 1976 Dettagli | Nebraska | Oklahoma   | Missouri            |
| 1977 Dettagli | Nebraska | Missouri   | Kansas              |
| 1978 Dettagli | Nebraska | Missouri   | Kansas Kansas State |
| 1979 Dettagli | Nebraska | [ 2 ]      | [ 2 ]               |
| 1980 Dettagli | Nebraska | [ 2 ]      | [ 2 ]               |
| 1981 Dettagli | Nebraska | [ 2 ]      | [ 2 ]               |
| 1982 Dettagli | Nebraska | Iowa State | -                   |
| 1983 Dettagli | Nebraska | Missouri   | -                   |
| 1984 Dettagli | Nebraska | Missouri   | -                   |
| 1985 Dettagli | Nebraska | Oklahoma   | -                   |
| 1986 Dettagli | Nebraska | Oklahoma   | -                   |
| 1987 Dettagli | Oklahoma | Nebraska   | -                   |
| 1988 Dettagli | Nebraska | Colorado   | -                   |
| 1989 Dettagli | Nebraska | Oklahoma   | -                   |
| 1990 Dettagli | Nebraska | Colorado   | -                   |
| 1991 Dettagli | Nebraska | Colorado   | -                   |
| 1992 Dettagli | Colorado | Nebraska   | -                   |
| 1993 Dettagli | Colorado | Nebraska   | -                   |
| 1994 Dettagli | Nebraska | Colorado   | -                   |
| 1995 Dettagli | Nebraska | Iowa State | -                   |

## Palmarès
| Squadre  | Titoli | Stagioni                                                                                             |
| -------- | ------ | --- |
| Nebraska | 17     | 1976, 1977, 1978, 1979, 1980, 1981, 1982, 1983, 1984, 1985, 1986, 1988, 1989, 1990, 1991, 1994, 1995 |
| Colorado | 2      | 1992, 1993                                                                                           |
| Oklahoma | 1      | 1987                                                                                                 |